# Semra Özdamar
Semra Özdamar, née le 11 janvier 1956 à Bursa, est une actrice et écrivaine turque. Elle est l'une des figures féminines les plus connues de l'âge d'or du cinéma turc.